# Volta a Cataluña 1943
La Volta a Cataluña 1943 fue la 23.ª edición de la Volta a Cataluña. Se disputó en 9 etapas del 5 al 12 de septiembre   de 1943 con un total de 1.170 km. El vencedor final fue el español Julián Berrendero.
En esta edición ya no hubo participantes independentes. Los ciclistas se dividen entre las secciones ciclistas de diferentes clubs deportivos, clubs estrictamente ciclistas y otros que están patrocinados para marcas comerciales.
La cuarta y octava etapa estaban divididas en dos sectores. Las etapas de contrarreloj por equipos se clasificaban el tiempo individualmente.
El primer sector de la cuarta etapa la ganó Antonio Destrieux y se puso líder però al día siguiente fue sancionado con 10 minutos de penalización y con la pérdida de la etapa conseguida el día anterior.

## Etapas
| Etapa | Fecha            | Ciudades de etapa                      | km    | Vencedor de la etapa   | Líder de la general |
| ----- | ---------------- | -------------------------------------- | ----- | ---------------------- | ------------------- |
| 1º    | 5 de septiembre  | Montjuic - Montjuic (CRE)              | 39,0  | Fernando Murcia        | Fernando Murcia     |
| 2º    | 5 de septiembre  | Barcelona - Villafranca del Panadés    | 70,0  | Manuel Costa           | Manuel Costa        |
| 3º    | 6 de septiembre  | Villafranca del Panadés - Tortosa      | 148,0 | Delio Rodríguez Barros | Manuel Costa        |
| 4ºA   | 7 de septiembre  | Tortosa - Reus (CRI)                   | 92,0  | Antonio Destrieux      | Antonio Destrieux   |
| 4ºB   | 7 de septiembre  | Reus - Vimbodí                         | 64,0  | Fermín Trueba          | Antonio Destrieux   |
| 5º    | 8 de septiembre  | Vimbodí - Manresa                      | 169,0 | Fernando Murcia        | Julián Berrendero   |
| 6º    | 9 de septiembre  | Manresa - Vich                         | 123,0 | Delio Rodríguez Barros | Julián Berrendero   |
| 7º    | 10 de septiembre | Vich - Santa Coloma de Farnés          | 125,0 | Julián Berrendero      | Julián Berrendero   |
| 8ºA   | 11 de septiembre | Santa Coloma de Farnés - Palamós (CRE) | 85,0  | Delio Rodríguez Barros | Julián Berrendero   |
| 8ºB   | 11 de septiembre | Palamós - Mataró                       | 105,0 | Julián Berrendero      | Julián Berrendero   |
| 9º    | 12 de septiembre | Mataró - Barcelona                     | 150,0 | Delio Rodríguez Barros | Julián Berrendero   |

### 1ª etapa[2]
05-09-1943:  Barcelona - Barcelona. 39,0 km (CRE)
|   | Ciclista          | Equipo       | Tiempo     |
| - | ----------------- | ------------ | ---------- |
| 1 | Fernando Murcia   | FC Barcelona | 1h 00' 19" |
| 2 | Antonio Destrieux | FC Barcelona | m. t.      |
| 3 | Julián Berrendero | FC Barcelona | m. t.      |

|   | Ciclista          | Equipo       | Tiempo     |
| - | ----------------- | ------------ | ---------- |
| 1 | Fernando Murcia   | FC Barcelona | 1h 00' 19" |
| 2 | Antonio Destrieux | FC Barcelona | m. t.      |
| 3 | Julián Berrendero | FC Barcelona | m. t.      |

### 2ª etapa[2]
05-09-1943: Barcelona - Villafranca del Panadés. 70,0 km
|   | Ciclista       | Equipo                 | Tiempo     |
| - | -------------- | ---------------------- | ---------- |
| 1 | Manuel Costa   | FC Barcelona           | 2h 18' 08" |
| 2 | Vicente Miró   | Pedal Notario-UE Sants | m. t.      |
| 3 | Enrique Blasco | RCD Español            | m. t.      |

|   | Ciclista        | Equipo                 | Tiempo     |
| - | --------------- | ---------------------- | ---------- |
| 1 | Manuel Costa    | FC Barcelona           | 3h 19' 25" |
| 2 | Vicente Miró    | Pedal Notario-UE Sants | m. t.      |
| 3 | Fernando Murcia | FC Barcelona           | + 53"      |

### 3ª etapa
06-09-1943: Villafranca del Panadés - Tortosa. 190,0 km
|   | Corredor        | Equipo       | Tiempo     |
| - | --------------- | ------------ | ---------- |
| 1 | Delio Rodríguez | FC Barcelona | 4h 32' 22" |
| 2 | Fernando Murcia | FC Barcelona | m. t.      |
| 3 | Enrique Blasco  | RCD Español  | m. t.      |

|   | Ciclista        | Equipo                 | Tiempo     |
| - | --------------- | ---------------------- | ---------- |
| 1 | Manuel Costa    | FC Barcelona           | 7h 51' 55" |
| 2 | Vicente Miró    | Pedal Notario-UE Sants | m. t.      |
| 3 | Fernando Murcia | FC Barcelona           | + 45"      |

### 4ª etapa[3]
07-09-1943: (4A Tortosa-Reus 92 km) y (4B Reus-Vimbodí 64 km)
|   | Ciclista          | Equipo       | Tiempo     |
| - | ----------------- | ------------ | ---------- |
| 1 | Antonio Destrieux | FC Barcelona | 2h 23' 41" |
| 2 | Julián Berrendero | FC Barcelona | + 05' 15"  |
| 3 | Juan Gimeno       | FC Barcelona | + 05' 41"  |

|   | Ciclista        | Equipo       | Tiempo     |
| - | --------------- | ------------ | ---------- |
| 1 | Fermín Trueba   | FC Barcelona | 2h 01' 29" |
| 2 | Fernando Murcia | FC Barcelona | + 02' 20"  |
| 3 | Juan Gimeno     | FC Barcelona | + 02' 24"  |

|   | Ciclista          | Equipo       | Tiempo     |
| - | ----------------- | ------------ | ---------- |
| 1 | Antonio Destrieux | FC Barcelona | 4h 27' 36" |
| 2 | Julián Berrendero | FC Barcelona | + 05' 15"  |
| 3 | Juan Gimeno       | FC Barcelona | + 05' 39"  |

|   | Ciclista          | Equipo                 | Tiempo      |
| - | ----------------- | ---------------------- | ----------- |
| 1 | Antonio Destrieux | FC Barcelona           | 12h 20' 24" |
| 2 | Julián Berrendero | FC Barcelona           | + 05' 07"   |
| 3 | Vicente Miró      | Pedal Notario-UE Sants | + 05' 22"   |

### 5ª etapa[4]
08-09-1943: Vimbodí - Manresa. 169,0 km
|   | Ciclista          | Equipo         | Tiempo     |
| - | ----------------- | -------------- | ---------- |
| 1 | Fernando Murcia   | FC Barcelona   | 5h 45' 55" |
| 2 | Antonio Martín    | Visnu-UE Sants | m. t.      |
| 3 | Julián Berrendero | FC Barcelona   | m. t.      |

|   | Ciclista          | Equipo                 | Tiempo      |
| - | ----------------- | ---------------------- | ----------- |
| 1 | Julián Berrendero | FC Barcelona           | 18h 20' 26" |
| 2 | Vicente Miró      | Pedal Notario-UE Sants | + 23"       |
| 3 | Manuel Costa      | FC Barcelona           | + 01' 45"   |

### 6ª etapa[5]
09-09-1943: Manresa - Vich. 123,0 km
|   | Corredor        | Equipo       | Tiempo     |
| - | --------------- | ------------ | ---------- |
| 1 | Delio Rodríguez | FC Barcelona | 4h 33' 29" |
| 2 | Fernando Murcia | FC Barcelona | m. t.      |
| 3 | Joaquín Olmos   | FC Barcelona | m. t.      |

|   | Ciclista          | Equipo                 | Tiempo      |
| - | ----------------- | ---------------------- | ----------- |
| 1 | Julián Berrendero | FC Barcelona           | 22h 53' 55" |
| 2 | Vicente Miró      | Pedal Notario-UE Sants | + 23"       |
| 3 | Manuel Costa      | FC Barcelona           | + 01' 45"   |

### 7ª etapa[6]
10-09-1943: Vich - Santa Coloma de Farnés. 125,0 km
|   | Corredor          | Equipo       | Tiempo     |
| - | ----------------- | ------------ | ---------- |
| 1 | Julián Berrendero | FC Barcelona | 4h 06' 38" |
| 2 | Delio Rodríguez   | FC Barcelona | + 01' 06"  |
| 3 | Fermín Trueba     | FC Barcelona | m. t.      |

|   | Ciclista          | Equipo                 | Tiempo      |
| - | ----------------- | ---------------------- | ----------- |
| 1 | Julián Berrendero | FC Barcelona           | 27h 00' 33" |
| 2 | Vicente Miró      | Pedal Notario-UE Sants | + 02' 01"   |
| 3 | Antonio Destrieux | FC Barcelona           | + 06' 33"   |

### 8ª etapa[7]
11-9-1943: (8A Santa Coloma de Farnés-Palamós 47 km) y (8B Palamós-Mataró 105 km)
|   | Ciclista          | Equipo       | Tiempo     |
| - | ----------------- | ------------ | ---------- |
| 1 | Delio Rodríguez   | FC Barcelona | 1h 12' 08" |
| 2 | Julián Berrendero | FC Barcelona | m. t.      |
| 3 | Joaquín Olmos     | FC Barcelona | m. t.      |

|   | Ciclista          | Equipo       | Tiempo     |
| - | ----------------- | ------------ | ---------- |
| 1 | Julián Berrendero | FC Barcelona | 3h 28' 06" |
| 2 | Joaquín Filba     | AC Montjuic  | + 07"      |
| 3 | Fernando Murcia   | FC Barcelona | + 13"      |

|   | Ciclista          | Equipo       | Tiempo     |
| - | ----------------- | ------------ | ---------- |
| 1 | Julián Berrendero | FC Barcelona | 5h 34' 07" |
| 2 | Fernando Murcia   | FC Barcelona | + 13"      |
| 3 | Juan Gimeno       | FC Barcelona | + 37"      |

|   | Ciclista          | Equipo                 | Tiempo      |
| - | ----------------- | ---------------------- | ----------- |
| 1 | Julián Berrendero | FC Barcelona           | 32h 34' 40" |
| 2 | Vicente Miró      | Pedal Notario-UE Sants | + 04' 47"   |
| 3 | Antonio Destrieux | FC Barcelona           | + 08' 14"   |

### 9ª etapa[8]
12-09-1943: Mataró - Barcelona. 150,0 km
|   | Ciclista        | Equipo       | Tiempo     |
| - | --------------- | ------------ | ---------- |
| 1 | Delio Rodríguez | FC Barcelona | 5h 16' 31" |
| 2 | Fermín Trueba   | FC Barcelona | m. t.      |
| 3 | Joaquín Filba   | AC Montjuic  | m. t.      |

|   | Ciclista          | Equipo                 | Tiempo      |
| - | ----------------- | ---------------------- | ----------- |
| 1 | Julián Berrendero | FC Barcelona           | 37h 51' 11" |
| 2 | Vicente Miró      | Pedal Notario-UE Sants | + 04' 47"   |
| 3 | Antonio Destrieux | FC Barcelona           | + 08' 14"   |

## Clasificación General
|    | Ciclista               | Equipo                 | Tiempo      |
| -- | ---------------------- | ---------------------- | ----------- |
|    | Julián Berrendero      | FC Barcelona           | 37h 51' 11" |
| 2  | Vicente Miró           | Pedal Notario-UE Sants | + 4' 47"    |
| 3  | Antonio Destrieux      | FC Barcelona           | + 8' 14"    |
| 4  | Juan Gimeno            | FC Barcelona           | + 8' 46"    |
| 5  | Fermín Trueba          | FC Barcelona           | + 8' 56"    |
| 6  | Fernando Murcia        | FC Barcelona           | + 9' 34"    |
| 7  | Manuel Costa           | FC Barcelona           | + 11' 27"   |
| 8  | Antonio Andrés Sancho  | Pedal Notario-UE Sants | + 12' 10"   |
| 9  | Delio Rodríguez Barros | FC Barcelona           | + 12' 45"   |
| 10 | Antonio Martín         | Visnu-UE Sants         | + 19' 34"   |

## Clasificaciones secundarias
|   | Ciclista          | Equipo             | Puntos |
| - | ----------------- | ------------------ | ------ |
| 1 | Fermín Trueba     | Galindo            | 16     |
| 2 | Julián Berrendero | Gallastegui        | 10     |
| 3 | Juan Gimeno       | C.C. Provenzalense | 4      |
| 3 | Julián Berrendero | Gallastegui        | 4      |
| 3 | Martín Mancisidor | S.C. Bilbaína      | 4      |

| Pos. | Equip              | Temps        |
| ---- | ------------------ | ------------ |
| 1    | C.C. Provenzalense | 111h 07' 51" |
| 2    | AC Montjuïc        | + 2' 58"     |
| 3    | RCD Español        | + 20' 53"    |